# エコファクトリー
株式会社エコファクトリーは、熊本市中央区水前寺に本社を置く輻射冷暖房の製造販売のメーカーである。2007年（平成19年）に第4回エコプロダクツ大賞エコプロダクツ部門「国土交通大臣賞」、2009年（平成21年）に第3回ものづくり日本大賞優秀賞を受賞。

## 沿革
- 1996年（平成8年） - 有限会社アクアとして創業
- 2004年（平成16年）10月 - 輻射冷暖房装置「ecowin（エコウィン）」の開発に着手
- 2006年（平成18年）12月 - 輻射冷暖房装置の企画販売等を行うため、社名および組織形態を変更して、株式会社エコファクトリーを設立。資本金1,000万円。財団法人熊本県起業化支援センターより出資決定、資本金2,200万円となる。
- 2007年（平成19年）12月 - 第4回エコプロダクツ大賞にてエコプロダクツ部門「国土交通大臣賞」を受賞
- 2008年（平成20年）2月 - 「第1回FVMビジネス大賞」最優秀賞を受賞
- 2008年（平成20年）3月 - 「JAPAN SHOP SYSTEM AWARDS 2008」奨励賞を受賞
- 2008年（平成20年）11月 - 「平成20年度地方発明表彰」奨励賞を受賞
- 2009年（平成21年）3月 - 「第12回熊本県工業大賞」奨励賞を受賞
- 2009年（平成21年）7月16日 - 経済産業省「第三回ものづくり日本大賞」優秀賞を受賞。
- 2009年（平成21年）12月30日 - 総理大臣官邸国家戦略発表会でエコウィン展示
- 2010年（平成22年）6月 - 「九州ニュービジネス大賞」優秀賞を受賞
- 2010年（平成22年）9月 - Q-Board（福岡証券取引所）のIPO挑戦隊に入会[3]
- 2011年（平成23年）4月 - 小雨集団秦総経理来日、合弁会社設立に向けての調印
- 2011年（平成23年）7月 - 中国に合弁会社を設立[4]
- 2011年（平成23年）10月 ‐「第4回 九州環境ビジネス大賞」大賞を受賞
- 2011年（平成23年）10月 ‐ 平成23年度「熊本県新事業支援調達制度」認定
- 2011年（平成23年）11月 ‐ 熱交換器の封止構造及び熱交換器（特許第4854803号）特許査定

　　空気調和装置（特許第4869780号）特許査定
- 2012年（平成24年）3月 - 熊本市ものづくり大賞を受賞[5]
- 2012年（平成24年）7月 - 環境経済人賞 受賞。
- 2012年（平成24年）10月 - グローバル技術連携支援事業　採択
- 2013年（平成25年）4月 - 増資。資本金4,350万円となる
- 2013年（平成25年）6月 - くまもとストップ温暖化賞を受賞
- 2013年（平成25年）9月 -  香港に合弁会社「ecofactory(Asia)Ltd」を設立
- 2013年（平成25年）10月 -  ＮＨＫワールドニュースにて世界220ヶ国に向けて、輻射式

　冷暖房業界では世界初となる大型アリーナ(宇土市民体育館)の導入実績が放映される
- 2014年（平成26年）6月 ‐ 世界初となるエアコンとエコウィンを融合した新商品「ecowinHYBRID」発売

　　平成26年度九州エコライフポイント省エネ製品認定
- 2014年（平成26年）9月 ‐「第四回熊本市ものづくり大賞」を受賞
- 2015年（平成27年）1月 - 平成26年度省エネ大賞（省エネ事例部門「審査委員会特別賞」）受賞
- 2015年（平成27年）4月 - 第27回【中小企業優秀新技術・新製品賞】奨励賞　受賞
- 2015年（平成27年）12月 - 平成27年度地球温暖化防止活動環境大臣表彰（技術開発・製品化部門）受賞
- 2015年（平成27年）12月 - 第17回グリーン購入大賞　審査員奨励賞　受賞
- 2016年（平成28年）7月 ‐ 「ものづくり功労者熊本県知事表彰」優秀賞を受賞
- 2017年（平成29年）11月 - 2017年 環黄海経済・技術交流大賞　受賞
- 2018年（平成30年）4月1日 - 宇土市民体育館の愛称が【エコウィン宇土アリーナ】となる
- 2018年（平成30年）4月16日 - 熊本市より復旧・復興への貢献に対しての感謝状を頂いた
- 2018年（平成30年）５月18日 - 外気処理ユニット ecowinエアーを発売
- 2018年（平成30年）12月 ‐「低炭素杯2018」優良賞を受賞
- 2019年（令和元年）2月 ‐ 2019年度 経営者「環境力」大賞を受賞
- 2019年（令和元年）10月1日 - 外気処理ユニット 業務用ecowinエアー を発売
- 2020年（令和2年）6月5日 - 抗ウイルスフィルター ecowinフィルター を発売
- 2020年（令和2年）12月1日 - 給気レジスタ ecowinレジスター を発売
- 2021年（令和3年）6月11日 ‐ 給気レジスタ（意匠権 登録第1688852号、登録第1688853号）意匠権取得
- 2021年（令和3年）8月8日 - 代表取締役社長村上尊宣が退任し、代表取締役会長に就任、村上尊由が代表取締役社長に就任
- 2021年（令和3年）8月25日 - 外気処理ユニット ecowinエアーの屋内設置仕様を発売
- 2023年（令和5年）8月1日 - 熊本県阿蘇郡西原村にて【地球倫理体現館 SDGsLABO】落成
- 2023年（令和5年）8月25日 - 地球倫理体現館SDGsLABO 落成式展にて無動力雨水純水化システム「ecowinウォーター」の製品化発表
- 2023年（令和5年）10月12日 - 地球倫理体現館SDGsLABO 『ウッドデザイン賞2023』を受賞
- 2023年（令和5年）11月1日 - 無動力雨水純水化システム「ecowinウォーター」発売
- 2024年（令和6年）2月2日 - 「防災・減災サステナブル大賞2024」にて減災サステナブルアワード 奨励賞を受賞
- 2024年（令和6年）3月18日 - 第32回 防災製品等推奨品審査会においてecowinウォーターが「防災製品等推奨品」推奨品証を取得

## メディア掲載
- 『日建新聞(H19年7月10日)』に記事が掲載。
- 『日本経済新聞(H19年8月15日)』に記事が掲載。
- 『熊本日日新聞』(H19年11月20日) エコプロダクツ大賞受賞の記事が掲載。
- 『日本経済新聞(H19年12月23日)』に記事が掲載。
- 『毎日新聞(H20年1月9日)』に記事が掲載。
- 『くまもと経済(H20年2月1日)』に記事が掲載。
- 『読売新聞(H20年2月15日)』に記事が掲載。
- 『KABニューストレイン(H20年12月2日)』にエコファクトリーが特集され放映。
- 『環境新聞(H21年2月18日)』に記事が掲載。
- 『県工連ニュース(H21年3月6日)』に記事が掲載。
- 『電波新聞(H21年3月24日)』に記事が掲載。
- 『日本経済新聞(H21年7月11日)』に記事が掲載。
- 『九州ものづくり15の技』（H21年10月）にモノづくり大賞の記事が掲載。
- 『Im　home』（H21年10月）に記事が掲載。
- 『熊本日日新聞』（H21年11月）に記事が掲載。
- 『熊本地日日新聞（H22年1月23日）』に記事が掲載。
- 『日本経済新聞 第35面（H22年2月6日）』に記事が掲載。
- 『産経新聞』『毎日新聞』『朝日新聞』『読売新聞』『西日本新聞』『熊本日日新聞 第6面』（H22年6月12日）各紙に九州ニュービジネス大賞表彰式の記事が掲載。
- 『日刊工業新聞（H23年9月29日）』にエコファクトリーの中国展開に関する記事が掲載。
- 『新建ハウジングプラスワン（H23年10月号）』にチームエコウィン（認定設備代理店／加盟工務店）募集の記事が掲載。
- 『西日本新聞　16面（H23年10月15日）』に九州環境ビジネス大賞　大賞受賞の記事が掲載。
- 『熊本日日新聞　27面（H24年3月30日）』に熊本市ものづくり大賞　大賞受賞の記事が掲載。
- 『環境ビジネスを未来につなげる　K-RIPRODUCT CATALOGUE  2012』2012年3月に記事が掲載。
- 『財界九州（2012.12号）』に掲載。
- 『THE INDEPENDENTS｜起業家インタビュー（2013年4月号）』に記事が掲載。
- 『近代建築（2013年6月号）』に掲載。
- 『西日本新聞社（H25年7月18日）』にエコファクトリーに関する記事が掲載。
- 『熊日新聞（H25年8月26日）』に宇土市民体育館のエコウィン設置が掲載。
- KABnews8月21日放映
- NNA.ASIA（H25年8月23日）にビジネス商談会に関する記事が掲載。
- テレビ朝日系列九州沖縄地域8社　8月28日放映
- 「熊本日日新聞　6面（H25年9月10日）」に香港新会社設立関する記事が掲載。
- NHK WORLDにて、世界220ヶ国に世界初の体育館エコウィン導入実績が放映。
- 中小企業ネットマガジン12月号（H25年12月18日）に掲載。
- 『熊本日日新聞』に「今年にかける」というテーマ（H26年1月6日）で掲載
- くまもと経済3月号（3月6日）に、弊社の内覧会の様子が掲載。
- NHK熊本放送局『クマロク（5月12日）』で、ecowinHYBRIDプレスリリースの様子が放映。
- 『熊本日日新聞(H26年5月13日)6面』に、ecowinHYBRID発売の記事が掲載。
- 『新建ハウジングDIGITAL(H26年5月14日)』により、ecowinHYBRID発売情報が配信。
- KTNテレビ長崎で、H26年5月14日、ecowinHYBRIDプレスリリースの様子が放映。
- 『日本経済新聞』』『西日本新聞』『長崎新聞』』(H26年5月15日)各紙に、ecowinHYBRID発売の記事が掲載。
- 『熱産業経済新聞(H26年5月13日)4面』に、ecowinHYBRID発売の記事が掲載。
- 『日刊木材新聞（H26年5月17日）』に、ecowinHYBRID発売の記事情報が掲載。
- 『西日本新聞(H26年5月21日)』に、ecowinHYBRID発売の記事が掲載。
- 『日刊工業新聞Business Line（H26年5月12日）』に、ecowinHYBRID発売の記事が掲載。
- KAB熊本朝日放送『MY SWEET HOME(H26年6月4日)』で、ecowinHYBRID情報が放映。
- 新建ハウジングと香港の新聞（平成26年6月23日）にecowinHYBRIDの情報が掲載。
- 『熱産業経済新聞(H26年9月25日)4面』に、暖房需要に向けたecowinHYBRIDの記事が掲載。
- 『自治体通信』創刊号（平成26年9月30日）にエコウィンの記事が掲載。
- 『熱産業新聞』（平成26年9月25日）にエコウィンハイブリッドの情報が掲載。
- 『熊日新聞朝刊』（平成27年4月21日）に中小企業優秀新技術新製品賞　奨励賞受賞の記事が掲載。
- 『月刊スクールアメニティ』2016年1月号（平成27年12月20日）に地球温暖化防止活動環境大臣表彰の記事が掲載。
- 『熱産業新聞』（平成28年1月1日）に平成27年度　第17回グリーン購入大賞審査員奨励賞の記事が掲載。
- 『月刊体育施設』(平成28年1月号）』（平成28年1月5日）にエコウィンの記事が掲載。
- 『月刊リフォーム(H30年1月号)』にエコウィンの記事が掲載。
- 『建築設備と配管工事(2016年2月号）』（平成28年1月5日）にエコウィンの製品情報が掲載。
- NHKワールドで『Science View 匠スペシャル(Ｈ29年9月30日)』で、エコウィンの熊本県宇土市民体育館に大空間空調として世界で初めて導入された様子が世界約220カ国に向けて放映。
- KAB熊本熊本朝日放送『スーパーＪチャネルくまもと(H30年2月8日)』で、無音・無風の空調システム　韓国企業が視察の情報が放映。
- 『熊本日日新聞』（H30年2月9日）11面にエコ空調に熱視線　県内の施設を韓国企業視察が掲載。
- 『山梨日日新聞』（平成30年3月23日）にエコウィンの製品情報が掲載。
- 『熊本日日新聞』（平成30年4月7日）16面に設計事務所ロクスにてデザイン監修・設計・監理　輻射式冷暖房システムecowinHYBRIDを弊社にて担当した【農のオーベルジュ　白金の森】が4月7日にグランドオープンした。
- 『熱産業新聞』（第2153号）に ecowinフィルターの製品情報が掲載
- 『熊日新聞』（第28074号）に ecowinフィルターの製品情報が掲載
- 『病院新聞』（第2604号）に ecowinフィルターの製品情報が掲載
- 『サンデー毎日』（2020年6月7日増大号） ecowinフィルターの製品情報が掲載
- 『電波新聞』（2021年7月16日号）ecowinレジスターの製品情報が掲載
- 『くまもと経済』（2021年7月号）海外展開の取り組みが掲載
- 『自治体通信』vol.32（2021年 8月号）輻射式冷暖房システムecowinハイブリッドが掲載
- 『熱産業経済新聞』（2022年1月1日 第2192号）エコファクトリーの取り組みが掲載
- 『電波新聞』（2023年11月7日) 地球倫理体現館 SDGsLABOでの取り組みと新建築工法『WoodsWall工法』について掲載
- 『日刊工業新聞』（2024年2月2日)「防災・減災サステナブル大賞2024」にて減災サステナブルアワード 奨励賞受賞が掲載
- 『熊本日日新聞』（2025年1月22日) 熊本県宇土市と「ecowinウォーター」の実証実験に関する協定の締結式について掲載
- 『宇城新聞』（2025年3月1日) 熊本県宇土市と「ecowinウォーター」の実証実験に関する協定の締結式について掲載

## 支社情報
東京支社
- 所在地：東京都品川区北品川5丁目5番25号　Sum Building 301号室
- TEL:03-6721-9972
- FAX:03-6721-9973

沖縄支社
- 所在地：沖縄県中頭郡西原町掛保久217番地

## 主な製品・形状
- 輻射式冷暖房装置
- ハイブリッド型輻射空調システム
- 外気処理ユニット
- 抗ウイルスエアコンフィルター
- 給気レジスター
- 無動力雨水処理システム

### ecowin®
- ecowinパネル
- ecowintower
- ecowinornament®
- ecowinハイブリッド
- ecowinエアー
- ecowinフィルター
- ecowinレジスター
- ecowinウォーター

## 主な生産拠点
日本製造拠点
- 株式会社丸井工業
- 株式会社イワサキ
- 金秀アルミ工業株式会社

中国製造拠点
- 営口微子空調有限公司

## 所属団体
- 一般社団法人 防災安全協会
- 一般社団法人倫理研究所「倫理17000」認定企業
- 熊本県倫理法人会,熊本市南倫理法人会
- 品川区倫理法人会
- 熊本商工会議所
- 熊本県中小企業団体中央会
- K-RIP 九州環境エネルギー産業推進機構
- 一般社団法人　日本建築学会
- 一般社団法人　熊本建築士事務所協会
- 一般社団法人　スポーツと都市協議会
- 一般社団法人　防衛施設学会
- 一般社団法人　輻射冷暖房普及促進協会
- 一般社団法人　日本冷凍空調工業会
- 公益財団法人　日本冷凍空調学会
- 公益財団法人　日本水泳連盟推薦企業
- 公益社団法人　空気・調和衛生工学会
- 公益社団法人　熊本法人会
- 公益社団法人　沖縄県工業連合会
- 沖縄防衛協会

## 関連会社
中国合弁会社
- 営口微子空調有限公司

国際代理店
- [韓国総代理店　　ECOWIN RPS CO.,LTD]
- [台湾総代理店　　艾克威綠能科技股份有限公司 (Ecowin Green Energy Technology Co., Ltd.)]

関連事業部
- 株式会社エコファクトリー　ecowinSTYLE事業（設計事務所登録名：一級建築士事務所ATELIER-LOCUS）